# Greatest Hits (álbum de Alice in Chains)
Greatest Hits (também conhecido como Alice in Chains Greatest Hits) é uma coleção dos maiores sucessos da banda grunge Alice in Chains, lançado em 24 de Julho de 2001 pela Columbia Records.
É a segunda coleção de "best of" da banda, mais curta que o lançamento anterior, Nothing Safe: Best of the Box.

## Faixas
1. "Man in the Box" (Cantrell/Kinney/Staley/Starr) – 4:47
2. "Them Bones" (Cantrell) – 2:30
3. "Rooster" (Cantrell) – 6:15
4. "Angry Chair" (Staley) – 4:48
5. "Would?" (Cantrell) – 3:28
6. "No Excuses" (Cantrell) – 4:15
7. "I Stay Away" (Cantrell/Inez/Staley) – 4:14
8. "Grind" (Cantrell) – 4:46
9. "Heaven Beside You" (Cantrell/Inez) – 5:29
10. "Again" (Cantrell/Staley) – 4:05

## Créditos
- Alice in Chains - produtor
- Bryan Carlstrom - engenheiro de som
- Ronnie S. Champagne - engenheiro de som
- Dave Jerden - produtor, engenheiro de som, mixagem
- Stephen Marcussen - masterização
- Rick Parashar - produtor, engenheiro de som, mixagem
- Toby Wright - produtor, engenheiro de som, mixagem
- Tom Nellen - engenheiro de som
- Rocky Schenck - fotografia
- Mary Maurer - direção de arte
- Marty Temme - fotografia
- Elliott Blakey - engenheiro de som

## Posições nas paradas
| Ano  | Parada        | Posição |
| ---- | ------------- | ------- |
| 2001 | Billboard 200 | 112     |